# Екрањол
Екрањол (фр. Escragnolles) је насељено место у Француској у региону Прованса-Алпи-Азурна обала, у департману Приморски Алпи.
По подацима из 2011. године у општини је живело 607 становника, а густина насељености је износила 23,82 становника/km².

## Демографија
| 1962. | 1968. | 1975. | 1982. | 1990. | 2011. |
| ----- | ----- | ----- | ----- | ----- | ----- |
| 117   | 119   | 110   | 193   | 326   | 607   |